# 西门里街道
西门里街道，是中华人民共和国河北省邢台市襄都区下辖的一个乡镇级行政单位。

## 行政区划
西门里街道下辖以下地区：
拥军东街社区、西关西口社区、华西社区、团结东社区、天一社区、顺德西社区、红星西社区、西门里社区、西关街社区和铁路东社区。